# 中国人民解放军空军第四航空机务学校
中国人民解放军空军第四航空机务学校，简称空军第四航空机务学校，是曾经存在的一所空军院校。

## 沿革
- 1950年3月13日，由西北军区干校和西北军区军政大学南下入四川省的部分人员，接收成都市原中华民国空軍機械學校，并就地组建中国人民解放军西南军区空军机械预科总队，隶属西南军区空军[1]。
- 1951年3月，更名中国人民解放军空军第三航空预科总队[1]。
- 1951年7月，更名中国人民解放军第四航空预科总队[1]。
- 1952年5月，更名中国人民解放军第四航空预科学校[1]。
- 1954年9月，更名中国人民解放军第四航空预备学校[1]。
- 1956年4月，更名中国人民解放军空军第十三航空学校[1]。
- 1965年，成都军区空军指挥所成立后，学校移交成都军区空军指挥所（此前学校及其前身先后归西南军区空军、军委空军、兰州军区空军建制）[1]。
- 1967年5月，更名中国人民解放军空军第四航空机务学校[1]。
- 1969年8月，撤销[1]。

## 历任领导
| 校长 - 金如柏（1950年—1951年4月，总队长） - 陈刚（1951年—？，总队长） - 田代玉（？—1952年5月，总队长；1952年5月—？，校长） - 吴静宇（？—1957年11月，校长） - 范志辉（1957年11月—？，校长） - 贾本维（？—？，校长） | 政治委员 - 金如柏（1950年—1951年4月） - 解长林（1951年—1955年） - 辛国良（1955年—1962年） - 陈志（1962年—？） |